# Autoflagelação

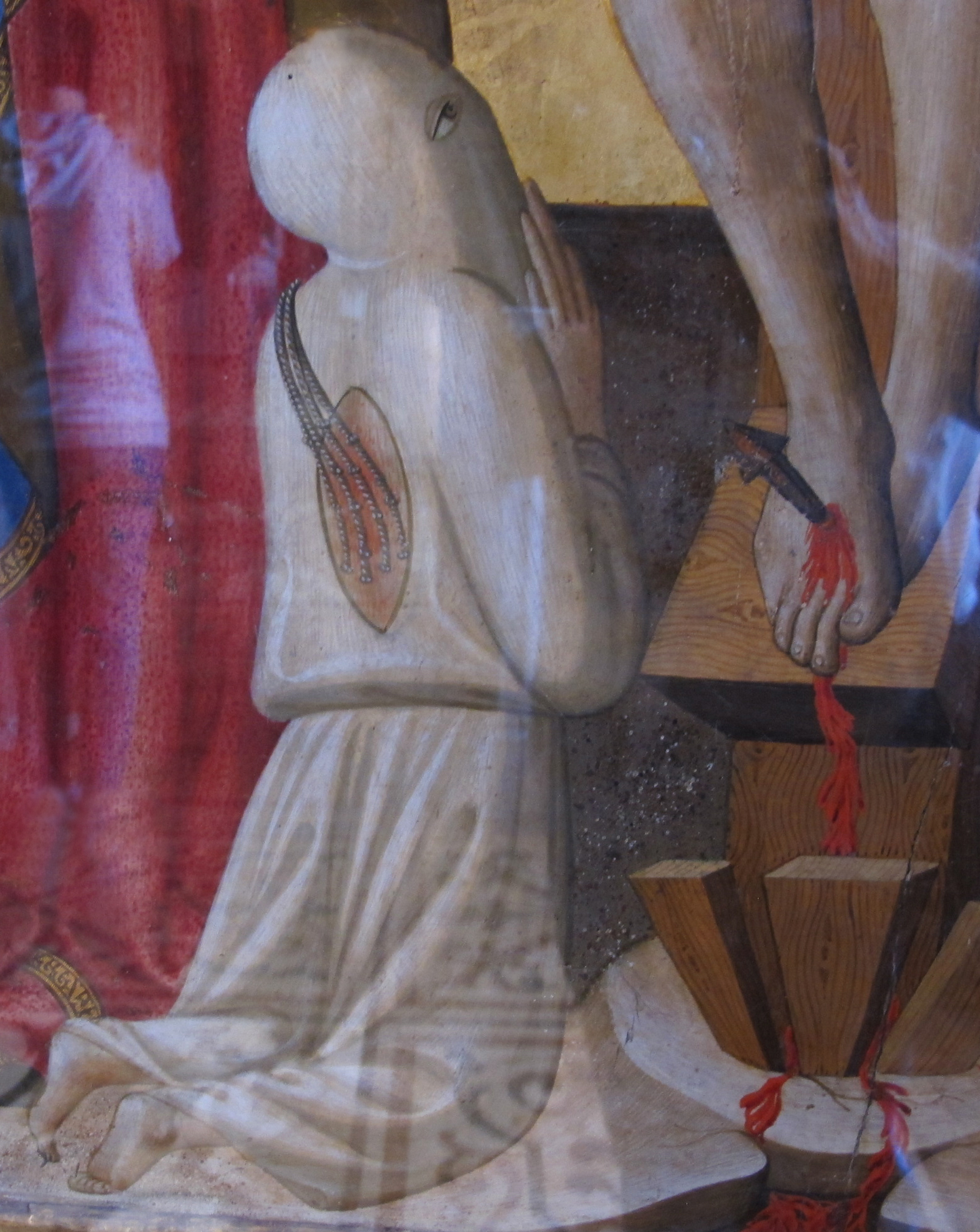
Pintura de Antonio da Firenze (século XV) retratando um penitente se autoflagelando aos pés de uma imagem de Cristo crucificado

Autoflagelação é o ato de causar flagelo (dor) a si mesmo, de se castigar fisicamente. Tal atitude geralmente é motivada pelo sentimento de culpa ou insatisfação (que leve a acreditar na necessidade de punição, neste caso por consequência de remorso) ou então como uma forma de aliviar alguma dor (geralmente causada por depressão, estresse ou síndrome do humor bipolar).
Atualmente, esta prática está sendo seguida por alguns adolescentes e jovens adultos, que se flagelam com cacos de vidros ou com lâminas ou réguas, em função da depressão ou da vontade de sentir dor física para atenuar a dor mental que estão sofrendo.

## Na religião
Entre os religiosos católicos, a prática da autoflagelação era considerada um ato de purificação após ser cometido um ou vários pecados, principalmente durante a Idade Média. Temos, como exemplo, Martinho Lutero na sua fase católica. Atualmente, o Vaticano aprova o uso da autoflagelação como penitência, sendo usado o cilício, cintos ou práticas de desconforto, como dormir no chão, rezar de joelhos etc. Não é permitido apenas o derramamento e de sangue.
No Brasil, há confrarias laicas de penitentes na Bahia, Sergipe, Pernambuco e Ceará que praticam o autoflagelo. Existem, também, relatos de autoflagelação entre indígenas Bororo durante cerimônias de enterro.
No islamismo, a autoflagelação está presente entre algumas vertentes, seja nos muçulmanos xiitas em datas específicas como na celebração de Ashura, ou em grupos étnicos do noroeste africano.